# Ghostorm
Ghostorm byla litevská death metalová hudební skupina založená v říjnu 1992 ve městě Vilnius kytaristou Sarunasem Tamulaitisem (alias Omenas). Zpočátku hrála klasický death metal, později se na albu Black Box prezentovala zvukem ve stylu technického death metalu až power metalu.

## Historie
První demo The End of All Songs vydané vlastním nákladem zaznamenalo pozitivní ohlasy v undergroundu. V říjnu 1994 se kapela odebrala do studia Unisound švédského hudebníka a producenta Dana Swanö (mj. frontmana kapely Edge of Sanity), kde nahrála své debutní studiové album Frozen in Fire, které vyšlo u švédsko-německého vydavatelství Black Mark Production v roce 1995. Dan Swanö má v první skladbě Fraud of Dark doprovodné vokály.
Druhé dlouhohrající album Black Box bylo nahráno opět pod dohledem Dana Swanö v Unisoundu, a opět má na něm hostující vokály ve skladbě Legend. I díky přítomnosti této v hudebním prostředí velmi známé persony jde na nahrávce cítit inspirace Edge of Sanity. Toto album vyšlo u japonské firmy Lard Records v roce 1997. Poté se kapela rozpadla.

## Logo
Původní logo korespondovalo s hudebním stylem (death metal), písmena byla trnitá. Modernější logo na albu Black Box je ve stylu ručné psaného písma.

## Diskografie

### Dema
- The End of All Songs (1994)

### Studiová alba
- Frozen in Fire (1995)
- Black Box (1997)